# 藍天中擁抱
〈藍天中擁抱〉（日语：／ Ōzora de Dakishimete */?）是日裔美籍創作歌手宇多田光的數碼單曲，於2017年7月10日由史詩唱片日本發行，成為宇多田轉換唱片公司後的首支單曲。歌曲由宇多田本人創作、製作與編曲，並與西門·海爾共同負責弦樂編排。這是一首J-Pop、節奏藍調與碎拍歌曲，特徵為把嘻哈音樂的手法融入流行音樂之中，歌詞主題設為「與以為再也見不到的人相聚了」。
歌曲發行後獲得音樂評論家的好評，包括認為它在各個段落的「繪畫方式」都非常優秀，以及讚賞宇多田仍然展現出其情感上的衝擊力。〈藍天中擁抱〉發行後空降日本《告示牌》百強單曲榜第3位，並成為當週下載量最高的歌曲，其後亦獲日本唱片協會認證單曲下載為金唱片。
歌曲成為宇多田本人演出的三得利食品國際「三得利天然水」新廣告「來自高山泉水 奧大山」使用歌曲，並在朝日電視台的音樂節目《MUSIC STATION》中首播。官方亦在歌曲發行當天公開網站「宇多田光〈藍天中擁抱〉歌詞網」作紀念。

## 背景與發行
宇多田光在2016年9月於維京唱片旗下發行復出專輯《Fantôme》。她在完成專輯不久後後便收到遊戲《王國之心III》的主題曲邀約，期間憑著創作主題曲的勢頭接連寫出〈藍天中擁抱〉等多首歌曲。在收到三得利食品國際「三得利天然水」新廣告曲的委託後，她便以廣告中的世界觀為印象而寫，一邊想像廣告會拍得有如一幅畫一樣一邊作曲，最終寫出〈藍天中擁抱〉。
宇多田在2017年2月宣佈轉投索尼音樂旗下廠牌史詩唱片，結束與環球音樂的合作關係，並同時預告年內發行新音樂作品的計劃。同年6月13日，她宣佈加盟新唱片公司後首張單曲將於初夏以線上下載形式發行，並同時公開新宣傳照以及《宇多田光×三得利天然水 NEW SONG》宣傳影片，影片內出現「NEW SONG 6.16」的文字。6月16日，她宣佈歌曲〈藍天中擁抱〉成為本人出演的「三得利天然水」新廣告「來自高山泉水 奧大山」使用歌曲，並於7月10日以線上下載形式發行，歌曲其後亦在2019年1月18日隨著專輯《初戀》上架串流媒體。

## 音樂與歌詞
〈藍天中擁抱〉是一首J-Pop、節奏藍調，以及碎拍歌曲。歌曲全長3分47秒，以E小調創作，BPM為178。這是宇多田少有前半段與後半後氣氛完全不同的歌曲，並以穿插的弦樂過渡氣氛。歌曲的特徵為把嘻哈音樂的手法融入流行音樂之中，包括各個段落的樂器運用、重低音的精巧混音及平衡，以及仿如碎拍般的具循環感節奏。
歌曲的歌詞主題設為「與以為再也見不到的人相聚了」，主歌描寫出日常生活的忙碌，而導歌則以鼓樂的歇段製作出仿如突然打開廣闊天空的開闊感。歌曲的副歌表達出對無法再見的人的真摰感情，強烈的節奏藍調感與弦樂部分均融入歌曲的製作，而宇多田的歌聲則顯得深情並充滿希望。在歌曲的尾奏中，亦加入了工業音樂風格的打擊樂聲。

## 反響
〈藍天中擁抱〉獲得音樂評論家的好評。樂評家黑田隆憲在接受《Real Sound》訪問分析歌曲時讚賞它在各個段落的「繪畫方式」都非常優秀，並期待鼓手克里斯·戴夫（對宇多田的歌曲）所呈現的「黑人元素」日後將怎樣發揮作用。AXS的盧卡斯·比利亞（Lucas Villa）讚賞宇多田在歌曲中找到更好的新地方，並認為她在回歸到更明亮的流行音樂的同時仍然展現出其情感上的衝擊力。《明周》的編輯在評論專輯《初戀》時讚賞歌曲跳躍的節奏充滿生命力，就像找到新天空一樣呼吸新鮮空氣。
歌曲發行首日旋即登上iTunes Store、mora與RecoChoku等日本國內八個主要下載網站榜首。它亦同時登上台灣、香港、菲律賓與泰國等七個國家與地區的iTunesJ-Pop榜單冠軍。〈藍天中擁抱〉其後空降日本《告示牌》百強單曲榜第3位，並成為當週下載量最高的歌曲。歌曲亦最高登上日本《告示牌》電台歌曲榜第4位，以及美國《告示牌》世界單曲暢銷榜第21位。歌曲於9月獲日本唱片協會認證單曲下載為金唱片，代表下載量達到10萬次，其後於年底登上日本《告示牌》歌曲下載年榜第72位。

## 宣傳
使用〈藍天中擁抱〉的「三得利天然水」新廣告「來自高山泉水 奧大山」於2017年6月16日起播放，並在朝日電視台的音樂節目《MUSIC STATION》中首播。7月10日，官方於歌曲發行當天公開了網站「宇多田光〈藍天中擁抱〉歌詞網」作紀念。網站會根據歌迷在Twitter上投稿的回應，每天改變歌詞的佈局，使歌詞最受注目的部分一目瞭然。官方亦從同時於歌詞網投稿兼追蹤官方的工作人員Twitter帳號的歌迷中，隨機抽出100人贈送貼紙。歌詞網其後在同年8月舉行的「CCS設計獎」上獲得「Special Kudos」特別獎。

## 歌曲列表
| 線上下載 串流媒體 | 線上下載 串流媒體  | 線上下載 串流媒體 |
| 曲序              | 曲目               | 时长              |
| ----------------- | ------------------ | ----------------- |
| 1.                | 藍天中擁抱（「」） | 4:37              |

## 製作名單
資料來自《初戀》的專輯注釋
錄音室
- RAK Studios（英语：RAK Studios）（倫敦）– 錄製
- AIR Studios（倫敦）– 錄製
- ABS Recording（東京）– 聲樂錄製

參與人員
- 宇多田光 – 詞曲創作、製作、全聲樂與編程、弦樂編排
- 小森雅仁（日语：小森雅仁） – 聲樂錄製
- 達倫·海利斯（Darren Heelis） – 附加錄製工程、附加鼓編程
- 史蒂夫·菲茨莫里斯（英语：Steve Fitzmaurice） – 錄製、附加鼓編程
- 克里斯·戴夫（英语：Chris Dave） – 鼓樂
- 喬迪·米利納（Jodi Milliner） – 穆格低音合成器、複音穆格合成器（英语：Polymoog）
- 班·帕克（Ben Parker） – 電結他、原音結他
- 西門·海爾 – 沃利策（英语：Wurlitzer electric piano）與指揮、弦樂編排
- 佩里·蒙塔格-梅森（Perry Montague-Mason） – 弦樂首席

## 榜單排名
| 榜單（2017年）                   | 最高 位置 |
| -------------------------------- | --------- |
| 日本（《告示牌》百強單曲榜）     | 3         |
| 日本（《告示牌》電台歌曲榜）     | 4         |
| 美國（《告示牌》世界單曲暢銷榜） | 21        |

| 榜單（2017年）                   | 位置 |
| -------------------------------- | ---- |
| 日本（《告示牌》歌曲下載排行榜） | 72   |

## 認證
| 地區                 | 认证 | 认证单位/销量        |
| -------------------- | ---- | -------------------- |
| 日本（日本唱片協會） | 金   | 100,000（單曲下載）* |
| *僅含認證的實際銷量  |      |                      |

## 資料來源
1. ↑  . サンスポ. 2017-02-09  [2017-06-13] （日语）.
2. ↑  . Music Voice. 2018-06-27  [2019-05-17]. （原始内容存档于2018-12-15） （日语）.
3. 1 2  . MOSHI MOSHI NIPPON. 2017-06-17  [2018-04-28]. （原始内容存档于2021-04-18） （中文（臺灣））.
4. ↑  . 音楽ナタリー. 2017-02-09  [2017-06-13] （日语）.
5. ↑  . Cinra. 2017-06-13  [2017-06-13] （日语）.
6. ↑  . 音楽ナタリー. 2017-06-16  [2017-06-16]. （原始内容存档于2021-04-18） （日语）.
7. ↑  . Spincoaster. 2019-01-18  [2022-02-02]. （原始内容存档于2019-11-20） （日语）.
8. 1 2  內田, 正樹. . Real Sound. 2018-06-27  [2019-05-17] （日语）.
9. 1 2  . Apple Music (Hong Kong). 2017-07-17  [2024-02-28] （中文（香港））.
10. 1 2 3  Villa, Lucas. . AXS. 2017-07-11  [2022-02-02]. （原始内容存档于2019-02-28） （英语）.
11. 1 2 3 4 5  , . 中村, 拓海 , 编.  (访谈). Real Sound: 2. 2017-07-16  [2023-02-02]. （原始内容存档于2021-08-09） （日语）.
12. ↑  . Tunebat.   [2022-05-27] （英语）.
13. ↑  , . 中村, 拓海 , 编.  (访谈). Real Sound: 1. 2017-07-16  [2023-02-02] （日语）.
14. ↑  . 明周. 2018-07-13  [2019-05-17] （中文（香港））.
15. 1 2  . Rockin'on. 2017-07-11  [2018-04-28]. （原始内容存档于2018-06-27） （日语）.
16. ↑  . Musicman. 2017-07-19  [2018-04-28] （日语）.
17. 1 2  . Billboard Japan. 2017-07-26  [2020-06-24]. （原始内容存档于2017-08-03） （日语）.
18. 1 2  . Billboard. 2017-07-29  [2020-02-03]. （原始内容存档于2021-12-27） （英语）.
19. ↑  . Musicman. 2017-10-20  [2018-04-28]. （原始内容存档于2018-04-28） （日语）.
20. 1 2  . Billboard Japan.   [2021-06-24]. （原始内容存档于2021-10-22） （日语）.
21. ↑  . Oricon. 2017-06-16  [2018-04-28] （日语）.
22. ↑  . PlayMusic音樂網. 2017-07-10  [2018-04-28] （中文（臺灣））.
23. 1 2 3  . 音楽ナタリー. 2017-07-10  [2018-04-28]. （原始内容存档于2021-04-18） （日语）.
24. ↑  . CCS Design Awards. 2017-08-25  [2022-04-14] （英语）.
25. ↑   (專輯內頁). 宇多田光. 史詩／索尼. 2018-06-27.
26. ↑  . Billboard Japan. 2017-07-19  [2017-07-19] （日语）.
27. ↑  . Recording Industry Association of Japan.   [2022-02-20] （日语）. 在下拉菜单选择“2017年9月”

## 外部連結
- 宇多田光〈藍天中擁抱〉歌詞網 （页面存档备份，存于）（日語）